# Kęsów
Kęsów [pronunciación en polaco: /ˈkɛ̃suf/] es un pueblo ubicado en el distrito administrativo de Gmina Opatowiec, dentro del condado de Kazimierza, Voivodato de Świętokrzyskie, en el centro-sur de Polonia. Se encuentra a unos 5 kilómetros al noroeste de Opatowiec, a 14 kilómetros al este de Kazimierza Wielka, y a 71 kilómetros al sur de la capital regional Kielce.